# Насір Хамес
Насір Хамес Мубарак (араб. ناصر خميس مبارك‎, нар. 2 серпня 1965) — еміратський футболіст, що грав на позиції півзахисника за клуб «Аль-Васл», а також національну збірну ОАЕ, учасник чемпіонату світу 1990 року.

## Клубна кар'єра
На клубному рівні грав за «Аль-Васл».

## Виступи за збірну
1990 року дебютував в офіційних матчах у складі національної збірної ОАЕ. Того ж року був учасником чемпіонату світу 1990 року в Італії.
Згодом брав участь у кубку Азії 1992 року та розіграші Кубка конфедерацій 1997 року.